# Hidjab

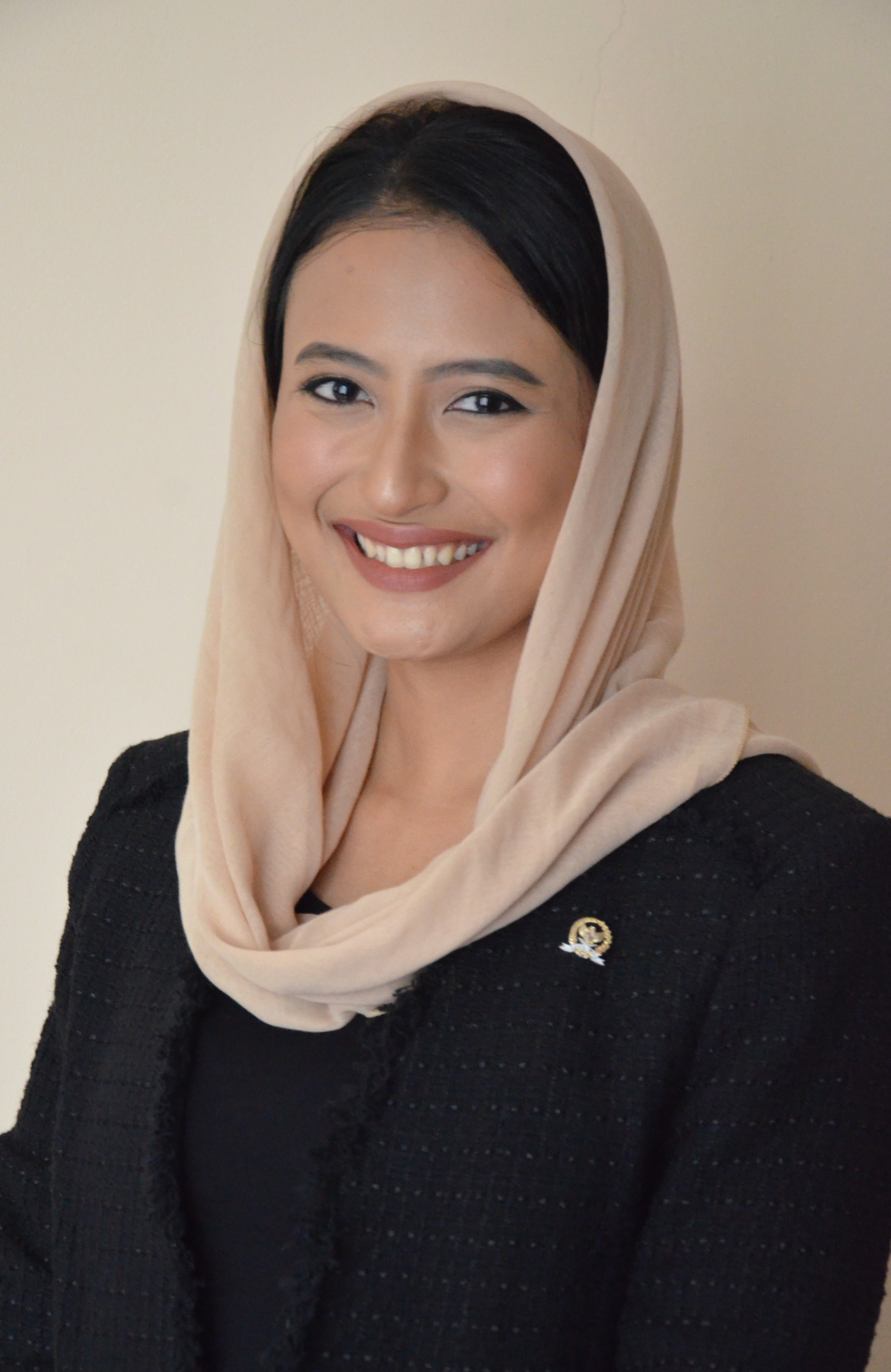
Een vrouw met een hidjab

Hidjab of ħijāb (Arabisch: حجاب, meervoud: hidjabs) betekent in het Arabisch "bedekken" (werkwoord) en is gebaseerd op het woord: ħajaba (Arabisch: حجب) dat "zich sluieren, zich bedekken, verbergen, dekking zoeken" betekent. In de islamitische betekenis kan een hidjab een hoofddoek zijn. Het woord voor sluier in de Koran is khimār (Arabisch: خمار).
In sommige Arabische en westerse landen refereert het woord hidjab aan het bedekken van het hoofd en lichaam, maar voor islamitische geleerden heeft de hidjab een bredere betekenis in de zin van zedelijk, kuis, behoudend of fatsoenlijk. De hidjab geldt dus, in tegenstelling tot het algemene westerse idee, ook voor mannen, ook al geven die hier in de praktijk zeer weinig of geen gehoor aan, bijvoorbeeld omdat er niet tegen wordt opgetreden. In Iran is het bijvoorbeeld voor mannen niet toegestaan korte broeken te dragen in de openbare ruimte; op het voetbalveld mag dit dan weer wel, waardoor er in principe geen vrouwen aanwezig kunnen zijn bij voetbalwedstrijden.

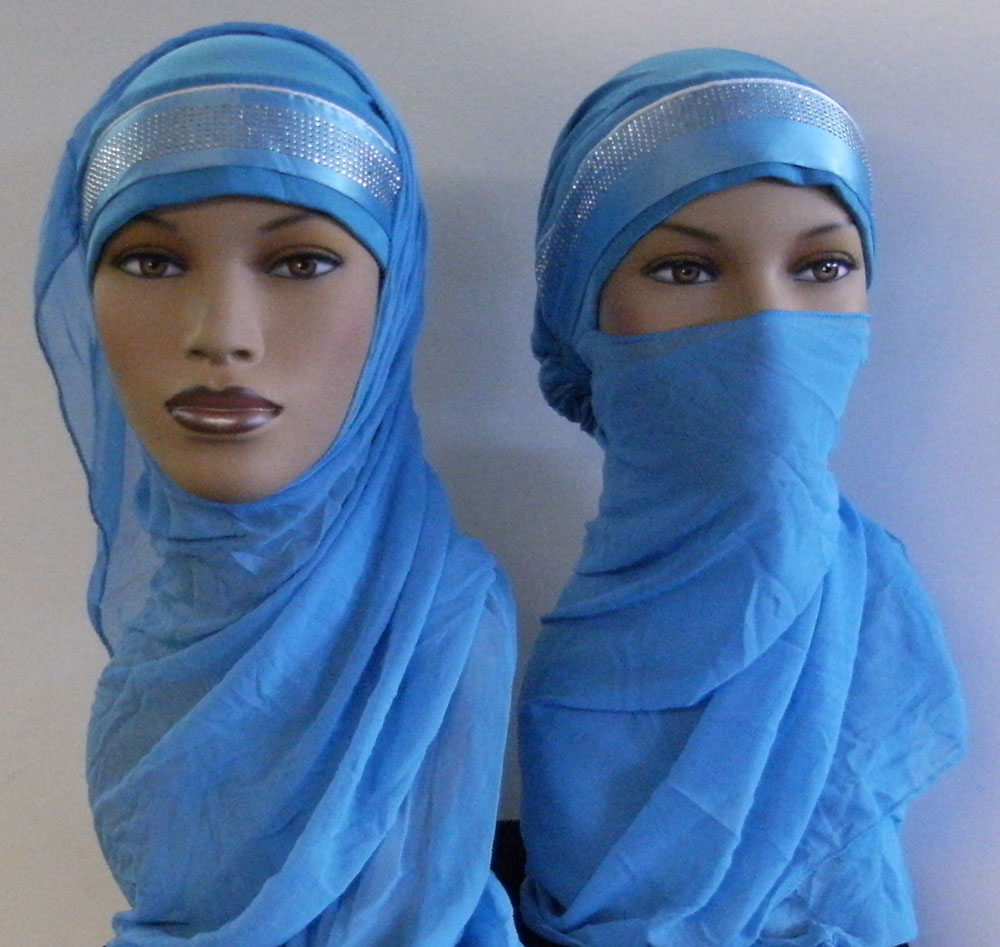
Hidjab (l) en nikab (r)
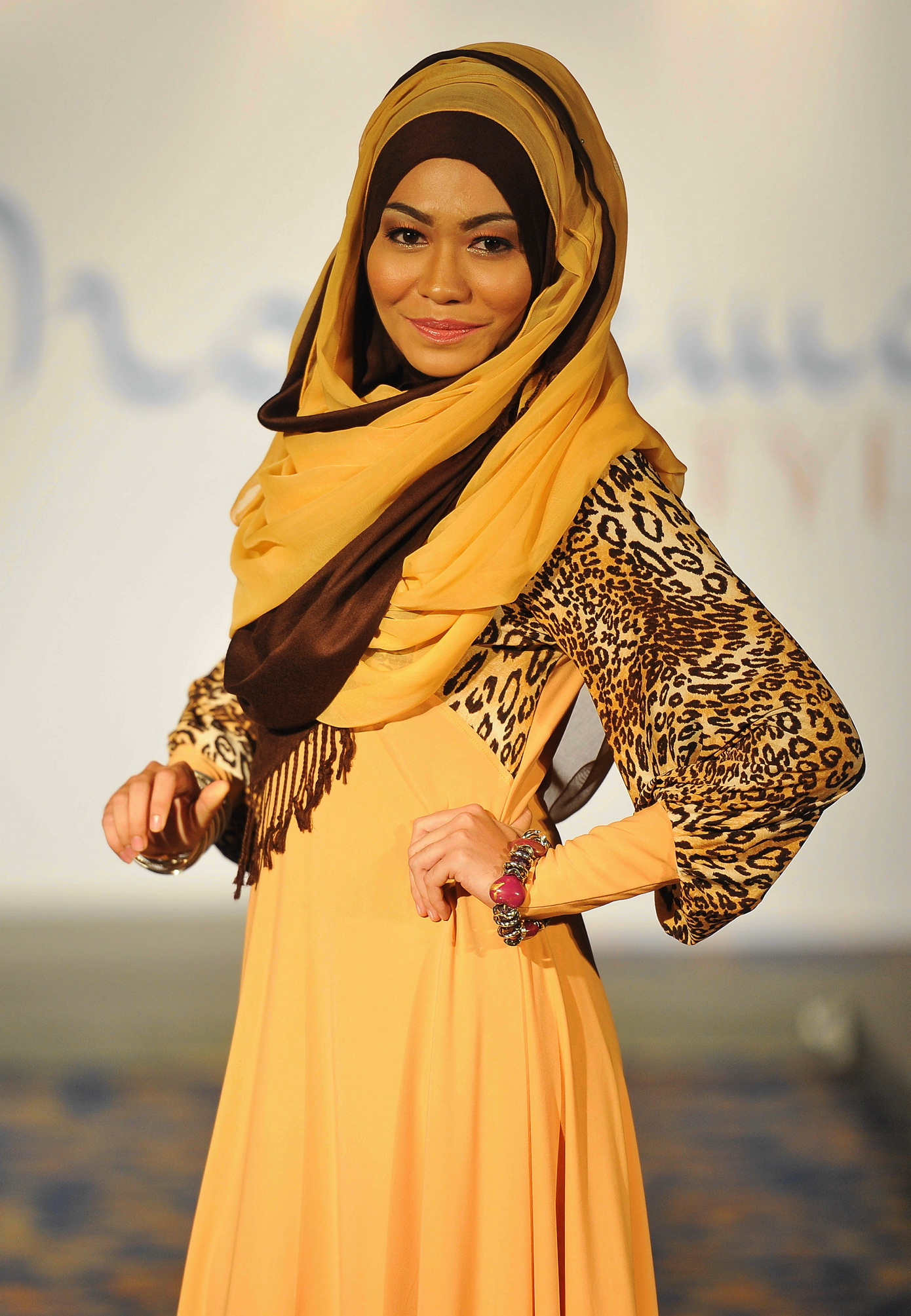
Een vrouw met een hidjab in een modeshow in Kuala Lumpur, 2012
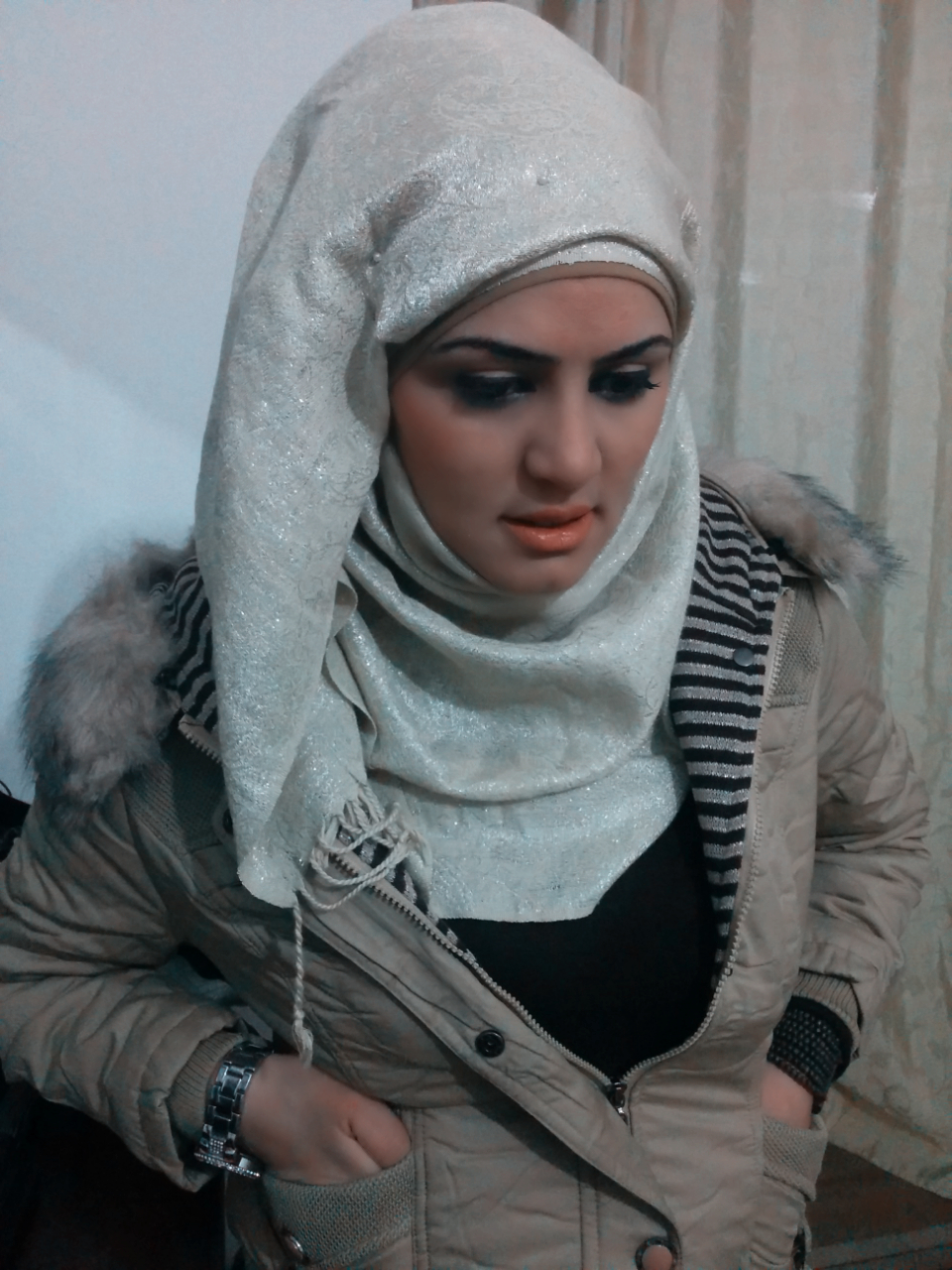
Een vrouw met een hidjab